# Mercês (Minas Gerais)
Mercês is een gemeente in de Braziliaanse deelstaat Minas Gerais. De gemeente telt 10.902 inwoners (schatting 2009).

## Aangrenzende gemeenten
De gemeente grenst aan Alto Rio Doce, Aracitaba, Desterro do Melo, Paiva, Rio Pomba, Santa Bárbara do Tugúrio, Silveirânia en Tabuleiro.